# Tortes
Tortes és una parròquia consagrada a Sant Pere pertanyent al municipi de Becerreá, província de Lugo.
Segons el padró municipal de 2004 la parròquia de Tortes tenia 139 habitants (70 homes i 69 dones), distribuïts en 7 entitats de població (o lugares), el que pressuposà una disminució en relació al padró de l'any 1999 quan hi havia 164 habitants. Segons l'IGE, el 2014 la seva població va caure fins a les 106 persones (53 homes i 53 dones).

## Llocs
- Arroxo
- Eixibrón
- Erbón
- O Freixo
- Lamarrío
- Monelo
- Tortes